# 韩德君
韩德君（1987年5月10日—）中国职业男子篮球运动员，现效力于辽宁衡润飞豹篮球俱乐部并担任队长，司职中锋。
韩德君出生于辽宁省大连市）小学6年级时来到辽宁省体校训练，但最终被辽宁青年队弃用。2005年加入武汉理工大学校队，参加CUBA联赛。韩德君征战CUBA的三个赛季，场均砍下15.8分15个篮板1.8次盖帽，连续当选“CUBA最佳中锋”，其出色的表现，迅速引起了CBA球队的注意。2007年韩德君加盟辽宁队，开始了自己在中国男子篮球职业联赛的职业生涯，同时也成为第一位尚未毕业就参加职业联赛的CUBA球员。

## 外部連結
- 韩德君在fiba.basketball（英语）
- 韩德君在archive.fiba.com（存檔）（英语）
- 韩德君在中国男子篮球职业联赛官網
- 韩德君在Basketball-Reference.com（國際）（英语）
- 韩德君在Eurobasket.com（球員）（英语）
- 韩德君在Proballers（英语）
- 韩德君在RealGM（英语）
- 韩德君在中国篮球数据库
- 韩德君在Flashscore（英语）